# THE MOOD
「THE MOOD」是韓國的男子樂隊FTIsland的第7枚迷你專輯。於2013年11月18日發行。唱片公司為FNC Entertainment。

## 概要
- 「THE MOOD」是FTIsland的第5枚迷你專輯，包括翻唱迷你專輯「Memory In FTIsland」和特別迷你專輯「THANKS TO」，此專輯通算為第7枚迷你專輯。
- 「瘋了一樣（Madly）」為此專輯的主打曲目
- 專輯收錄曲全為FTIsland成員創作。

## 收錄內容
1. 瘋了一樣（Madly）（미치도록）
7th迷你專輯「THE MOOD」主打曲目
2. 沒辦法擁有的你（가질 수 없는 너）
3. The Way Into You
4. Siren